# Bunge (efternamn)
Bunge är ett efternamn. Den 31 december 2013 var 25 personer med efternamnet Bunge bosatta i Sverige.

## Personer med efternamnet
- Aino Bunge (född 1975), svensk nationalekonom, vice riksbankschef
- Alexander Bunge (1851–1930), balttysk polarfarare
- Alexander von Bunge (1803–1890), balttysk botaniker
- Arnold Bunge (född 1949), svensk konstnär
- Bettina Bunge (född 1963), tysk tennisspelare
- Carl Bunge (1734–1816), svensk friherre och ämbetsman
- Carl Bunge (militär)  (1763–1812), svensk friherre, militär och diplomat
- Delfina Bunge (1881–1952), argentinsk poet
- Elsa Beata Bunge (1734–1819) svensk författare och botaniker
- Friedrich Georg von Bunge (1802–1897), balttysk rättshistoriker
- Gustav von Bunge (1844–1920), balttysk läkare
- Heinrich Carl Wilhelm Bunge (1817–1849), svensk violoncellist
- Henrik Bunge (1672–1737), svensk friherre och ämbetsman
- Jakob Bunge (1663–1731), svensk borgmästare och politiker
- Mårten Bunge (1630–1694) , svensk ämbetsman
- Mårten Bunge (1764–1815), svensk officer, kansliråd och överhovjägmästare
- Nikolaj Bunge (1823–1895), rysk nationalekonom och politiker
- Rudolf Bunge (1836–1907), tysk författare
- Sven Bunge (1731–1801), svenskt riksråd, greve, hovkansler